# Pablo Gargallo
Pablo Gargallo (Maella, Aragón 5 januari 1881 – Reus, Tarragona 28 december 1934) was een Spaanse schilder en beeldhouwer .

## Leven en werk
Pablo Emelio Gargallo Catalán verhuisde in 1888 met zijn ouders naar Barcelona. Daar zou hij ook zijn kunstopleiding aanvangen. Gargallo bezocht in Barcelona het kunstenaarscafé Els Quatre Gats, waar hij bevriend raakte met Pablo Picasso en Julio González. In 1898 nam hij een eerste maal deel aan een collectieve tentoonstelling. Het volgende jaar vervoegde hij het atelier van de beeldhouwer Eusebi Arnau in Barcelona waar hij zich verder vervolmaakte. Gargallo ontwikkelde, onder invloed van het werk van González een beeldhouwstijl, waarbij een driedimensionaal object werd gecreëerd van stukken plaatmetaal of ook wel van karton. Enkele van deze objecten kunnen al gerekend worden tot het minimalisme of primitivisme, zoals zijn talrijke maskers (Máscara de arlequín sonriendo uit 1927), een half gezicht (Kiki de Montparnasse uit 1928, gewijd aan Alice Prin) of slechts één oog, alsook tot het kubisme en het expressionisme. Belangrijk in dat verband is zijn ontdekking van de holle vorm waarbij convexe volumes worden vervangen door concave volumes (Mujer descansando en hueco, uit 1922). Hij maakte ook meer traditionele beelden in brons, marmer of ander materiaal. Hij wordt beschouwd als een van de belangrijkste Spaanse avant-gardekunstenaars.
Gargallo bracht een aanzienlijk deel van zijn leven door in Parijs (Montparnasse). In 1903 woonde hij een tijdje in de kunstenaarsgemeenschap Le Bateau-Lavoir met onder andere Max Jacob, Juan Gris en andere "hongerkunstenaars", zoals zijn vriend Pablo Picasso, wiens hoofd model stond voor een sculptuur. In het jaar daarop introduceerde Juan Gris hem bij Magali Tartanson, met wie hij in 1915 in het huwelijk trad.
In 1906 vroeg de Catalaanse architect Lluís Domènech i Montaner hem voor de gebeeldhouwde buiten- en binnendecoratie van het Hospital de Sant Pau en daarna van het Palau de la Música Catalana, twee belangrijke exponenten van het Catalaans modernisme. Gargallo werkte er aan tot 1911.
Tot het oeuvre van Gargallo behoren ook drie werken die de Zweedse actrice Greta Garbo voorstellen: Masque de Greta Garbo à la mèche, Tête de Greta Garbo avec chapeau en Masque de Greta Garbo aux cils. Deze werken behoren thans tot de collectie van het Museo Nacional Centro de Arte Reina Sofía in Madrid. Een van de bronzen kopies van het werk De profeet (1933) behoort tot de collectie van het Openluchtmuseum voor beeldhouwkunst Middelheim in Antwerpen, een andere kopie staat in het Museo Pablo Gargallo in Zaragoza.
Eind 1934 vatte Gargallo kou tijdens zijn reis naar Reus waar hij heen ging om een tentoonstelling over zijn werk te openen. Hij liep een hevige longontsteking op. Hij overleed in Reus op 53-jarige leeftijd. Hij stond op het punt internationaal door te breken.

## Museo Pablo Gargallo
In 1985 werd in Zaragoza het Museo Pablo Gargallo geopend in het voormalige Palacio de Argillo .

## Fotogalerij

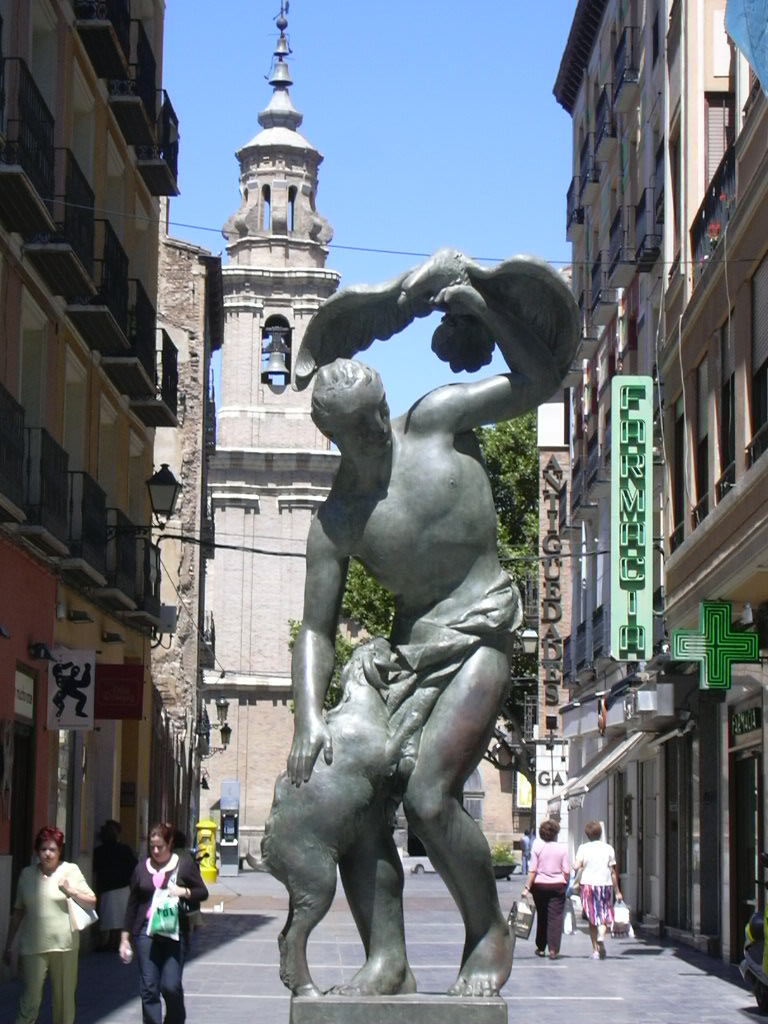
Pastor in Zaragoza
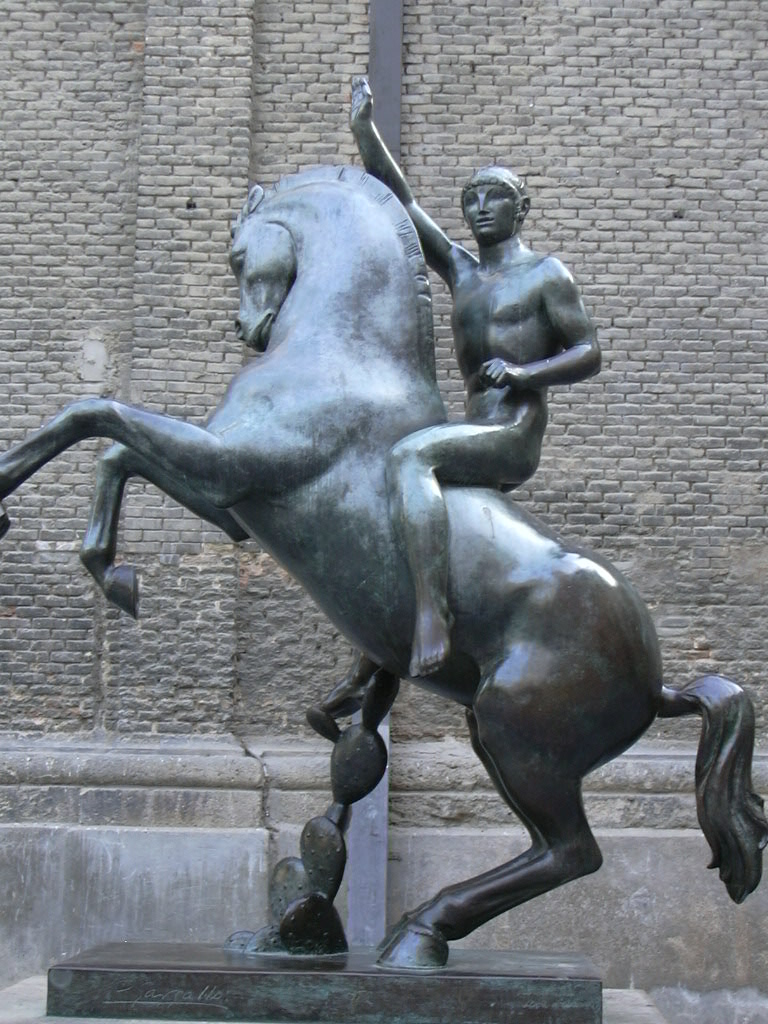
Jinete in Zaragoza
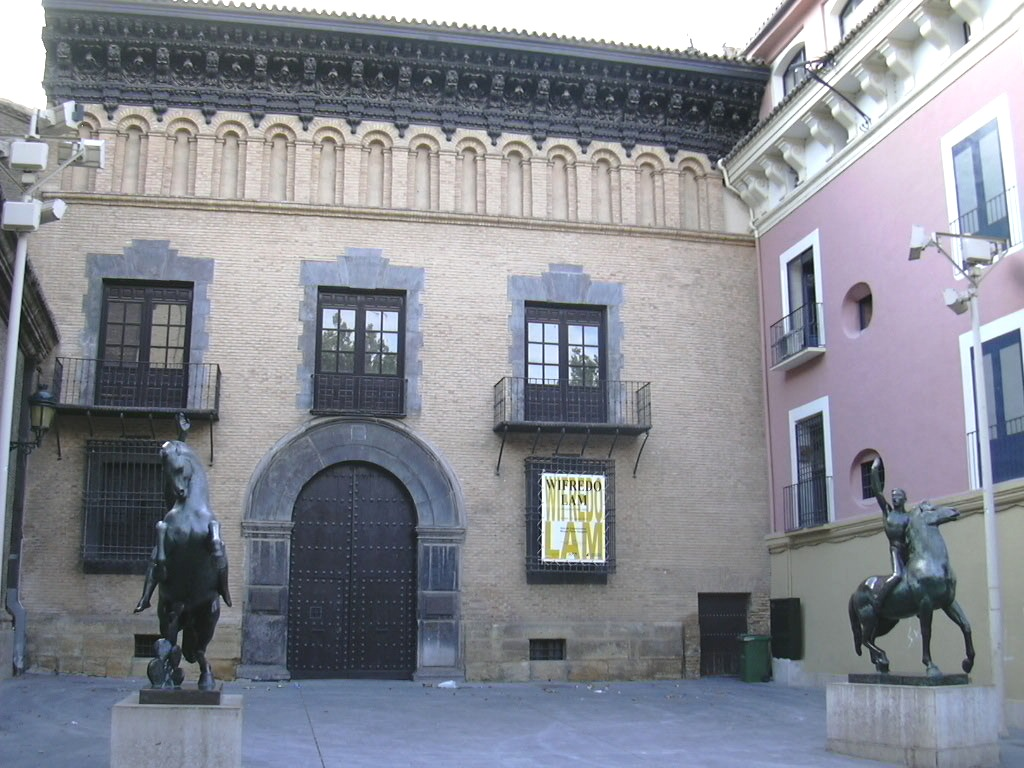
Museo Pablo Gargallo, Zaragoza
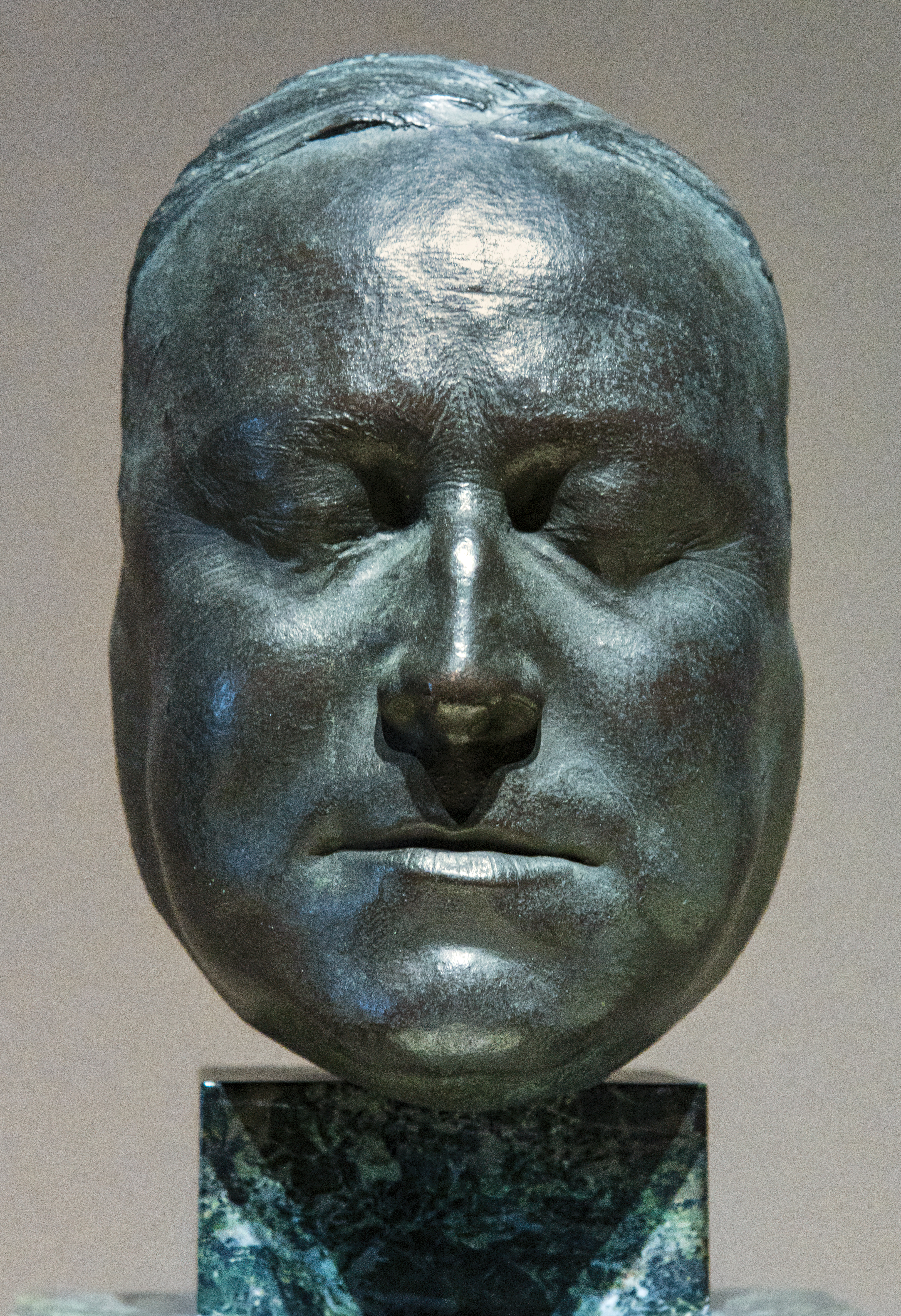
Isidre Nonell, (1911), MNAC
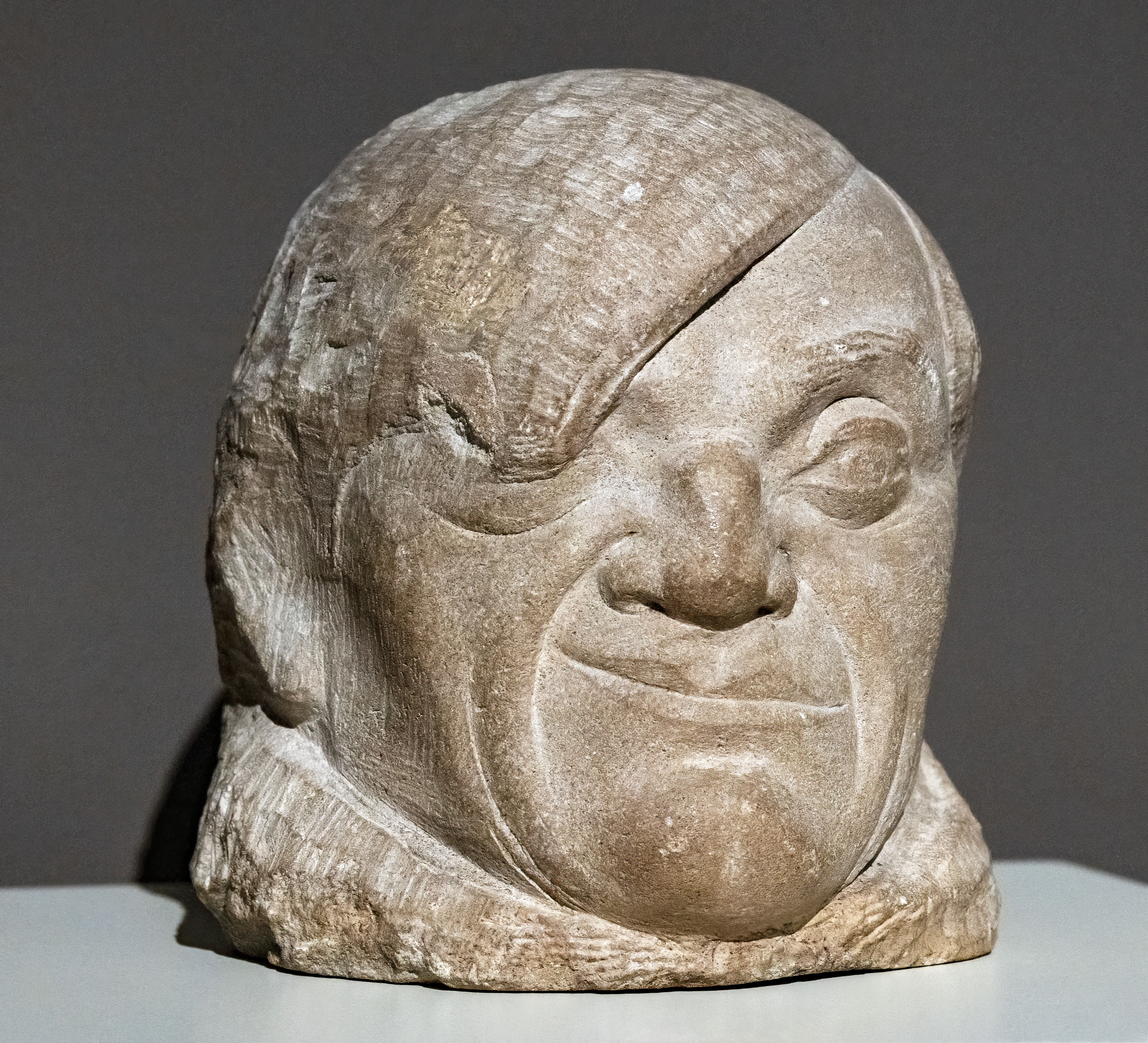
Pablo Picasso, (1913), MNAC
Kiki de Montparnasse (1928), Musée Goya
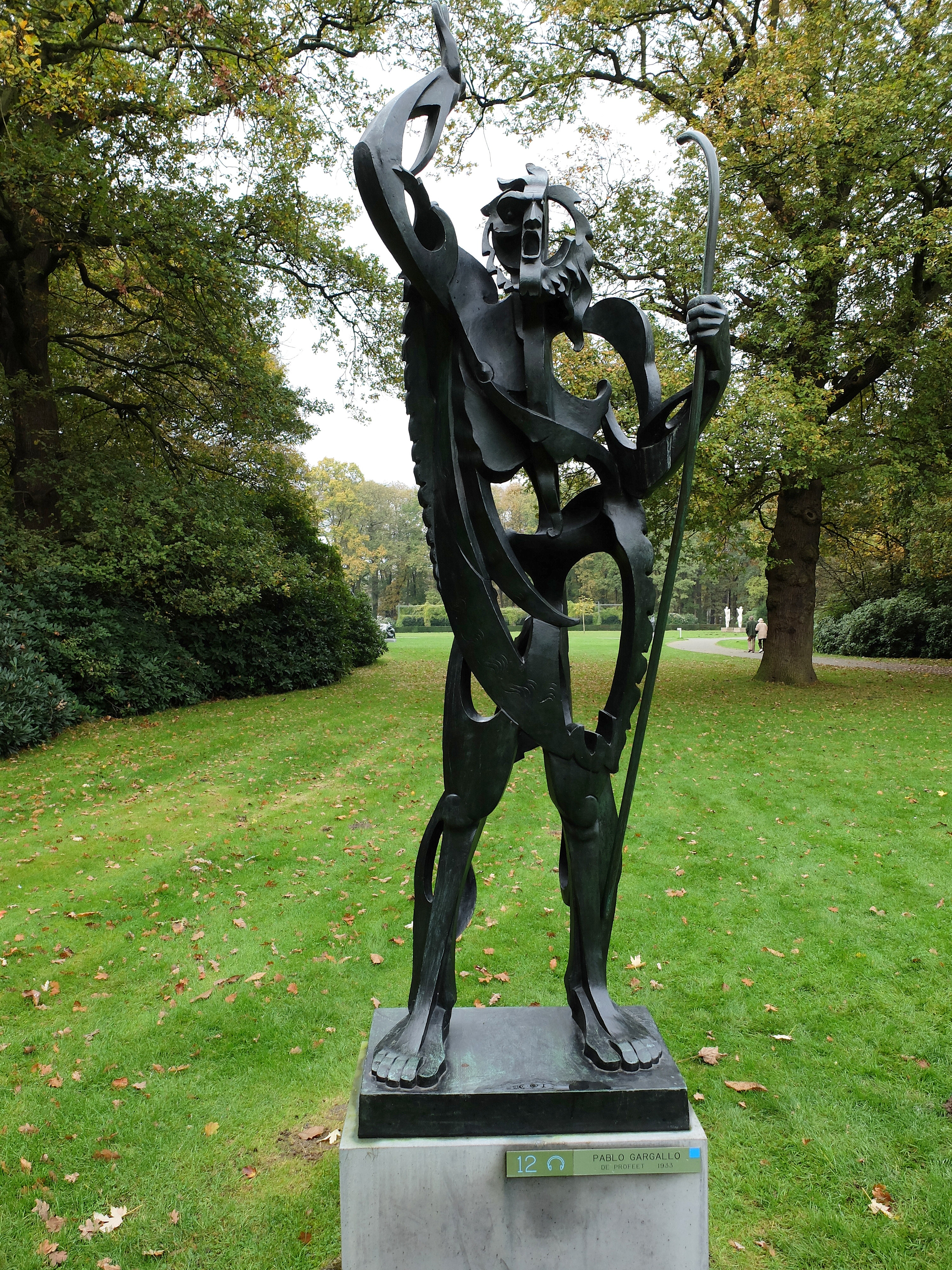
El Profeta (1933), Antwerpen
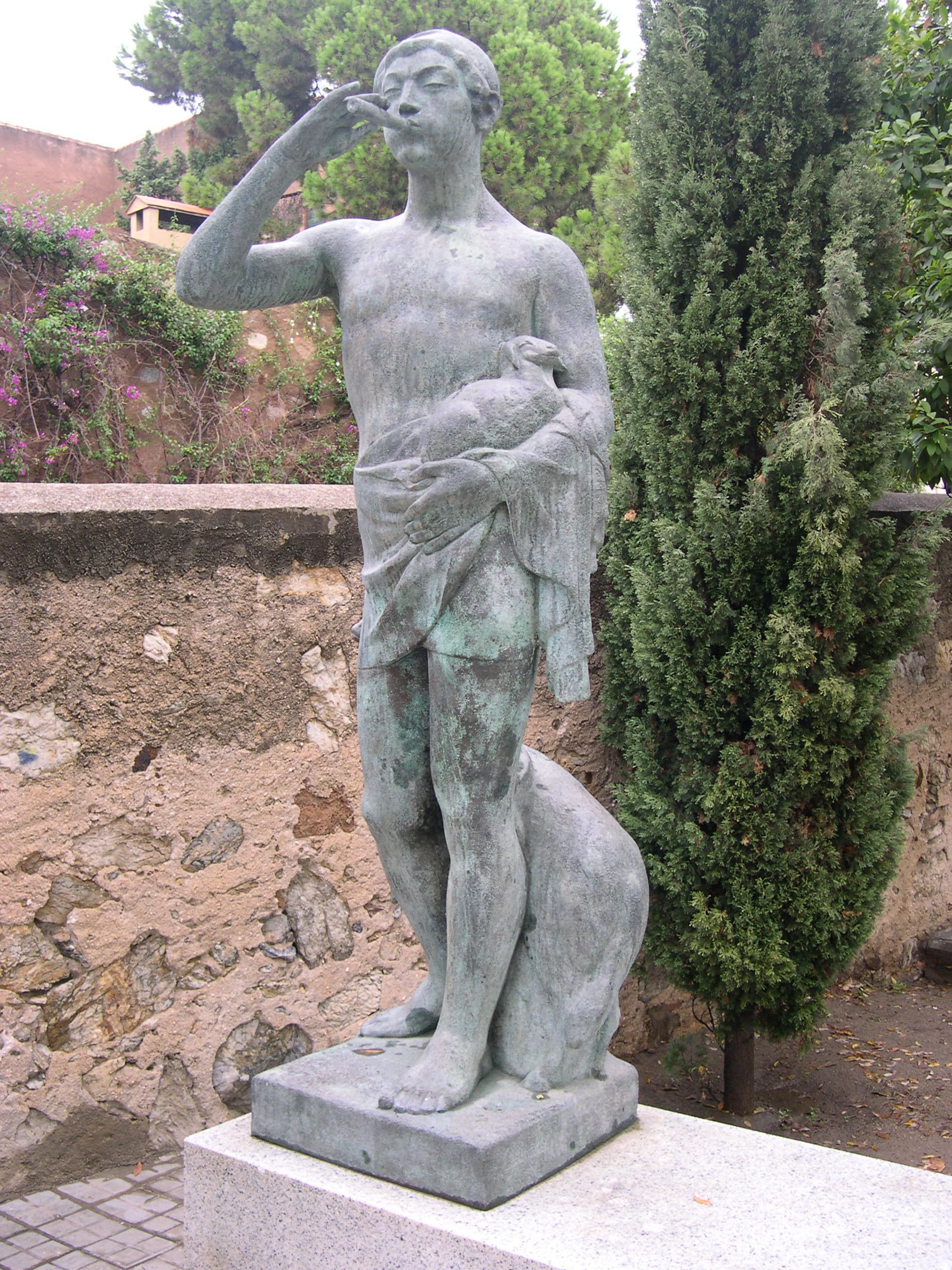
Pastor del Flabiol, (1928), Sarrià-Sant Gervasi